# イノシトール-1,4-ビスリン酸-1-ホスファターゼ
イノシトール-1,4-ビスリン酸-1-ホスファターゼ(Inositol-1,4-bisphosphate 1-phosphatase、)は、以下の化学反応を触媒する酵素である。
1D-ミオイノシトール-1,4-ビスリン酸 + 水 {\displaystyle \rightleftharpoons } 1D-ミオイノシトール-4-リン酸 + リン酸
従って、この酵素の基質は1D-ミオイノシトール-1,4-ビスリン酸と水、生成物は1D-ミオイノシトール-4-リン酸とリン酸である。
この酵素は加水分解酵素に分類され、特にリン酸モノエステル結合に作用する。系統名は、1D-ミオイノシトール-1,4-ビスリン酸 1-ホスホヒドロラーゼ(1D-myo-inositol-1,4-bisphosphate 1-phosphohydrolase)である。この酵素は、イノシトールリン酸の代謝やホスファチジルイノシトールのシグナル伝達に関与している。

## 構造
2007年末時点で、2つの構造が解明されている。蛋白質構造データバンクのコードは、1INP、1JP4である。